# Palaina
Palaina là một chi ốc sống trên mặt đất trong họ Diplommatinidae.

## Các loài
Các loài trong chi Palaina bao gồm:
- Palaina albata
- Palaina dimorpha
- Palaina dohrni
- Palaina doliolum
- Palaina kubaryi
- Palaina moussoni
- Palaina ovatula
- Palaina patula
- Palaina platycheilus
- Palaina pupa
- Palaina pusilla
- Palaina rubella
- Palaina scalarina
- Palaina strigata
- Palaina striolata
- Palaina taeniolata
- Palaina wilsoni
- Palaina xiphidium